# Diaglyptellodes maurusius
Diaglyptellodes maurusius là một loài tò vò trong họ Ichneumonidae.